# ستيفن كونور
ستيفن كونور (بالإنجليزية: Steven Connor)‏ هو مؤرخ أدبي بريطاني، ولد في 1955 في ساسكس في المملكة المتحدة.